# Ішемічний інсульт
Ішемічний інсульт (інфаркт мозку) — гостре порушення мозкового кровообігу внаслідок дефіциту надходження артеріальної крові до головного мозку, що призводить до його гіпоксії та розвитку ділянок некрозу. Виникає переважно внаслідок оклюзій артерій мозку.

## Причини
Під час аналізу, заснованого на сукупності дослідження, проведеного в групі хворих в Оксфорді (n = 209), була створена оцінна шкала ABCD для визначення високого ризику інсульту (Rothwell, 2005; клас B). При комплексному аналізі виділено п'ять основних незалежних факторів високого ризику розвитку ішемічного інсульту:
- вік старше 60 років;
- цукровий діабет;
- ТІА (транзиторна ішемічна атака), що триває понад 10 хвилин;
- ТІА зі слабкістю (один із симптомів);
- ТІА з порушенням мови.

## Патогенез

### Патофізіологічні механізми загибелі нервових клітин
Під час ішемічного інсульту клітина може загинути двома основними шляхами — некрозом та апоптозом. Перший шлях домінує в гостру фазу ішемічного інсульту (перші декілька хвилин) в ділянці з найбільш критичним кровопостачанням. Ця ділянка надалі стане ядром інфаркту. Довкола ядра інфаркту розташована пенумбра — ділянка, у якій ішемія не настільки критична. Нейрони тут функціонально неактивні, проте зберігають свою клітинну цілісність. У пенумбрі клітини можуть загинути двома способами (як некрозом, так і апоптозом), адже патологічні реакції, які йдуть в ішемізованій клітині, є неспецифічними для якогось певного шляху, проте панівним шляхом є саме апоптоз. Апоптоз також є домінантним шляхом у випадку віддаленої загибелі клітин, яка може виникнути у ділянці, що короткочасно була піддана ішемії. Певна частина клітин також гинуть шляхом некроптозу та автофагії.

### Стадії патогенезу
Розрізняють три фази у патогенезі ішемічного інсульту:
- гостру (до декількох хвилин) — клітини набрякають, їхні мітохондрії руйнуються, клітини гинуть та формують ядро інфаркту;
- підгостру (до шести годин) — явище периінфарктної деполяризації, збільшення розмірів ядра інфаркту за рахунок пенумбри;
- віддалену (від декількох днів до декількох тижнів) — вазогенний набряк, запалення, віддалений апоптоз.

### Ішемічний каскад
Ішемічний каскад — це сукупність реакцій, які виникають за умов ішемії та ведуть до пошкодження клітин мозку. Ці реакції можуть привести як до некрозу, так і до розвитку апоптозу. Вони йдуть як у ядрі інфаркту, так і у пенумбрі, проте різняться тривалістю перебігу.
У нормі нейрони велику кількість енергії використовують для функціонування іонних насосів, найважливішим з яких є натрій-калієвий насос. Це забезпечує стабільну концентрацію іонів у клітині та поза нею, що потрібно для збудження нейронів (деполяризації та реполяризації). Проте ці насоси потребують енергії, яка утворюється при розщепленні зв'язків АТФ. В умовах ішемії (порушення постачання кисню, глюкози та інших поживних речовин) синтез АТФ порушується, що своєю чергою веде до порушення в іонному гомеостазі — аноксичної деполяризації (зміни заряду мембрани в умовах нестачі кисню). Калій, якого багато у клітині, виходить з неї, а натрій та хлор, яких багато поза клітиною, прямують у клітину. Надмір натрію провокує підвищення осмолярності цитоплазми клітини, що своєю чергою веде до входження у клітину великої кількості води — розвивається цитотоксичний набряк, або набухання клітини. Проте цитотоксичний набряк сам не викликає набряк мозку, який можна візуалізувати на КТ чи МРТ, а лише після того, як до нього приєднаються іонний та вазогенний набряки. Перший виникає разом із набуханням клітин, якщо збережений хоча б якийсь кровотік (найхарактерніше для пенумбри) та за непошкодженого гемато-енцефалічного бар'єра (ГЕБ). Його суть полягає в тому, що переміщення натрію та хлору в клітину спричиняє дефіцит цих іонів у позаклітинному середовищі, який нівелюється надходженням іонів з кровоносних судин. Ці іони «тягнуть» за собою воду. Через 4–6 годин пошкоджуються елементи ГЕБ, велика кількість рідини прямує в позаклітинний простір і розвивається таке пізнє ускладнення, як вазогенний набряк. Свого піка він сягає на 2-4 добу та суттєво збільшує об'єм мозку. Вазогенний набряк своєю чергою погіршує перфузію та може провокувати дислокацію мозку.
Деполяризація спричиняє викид нейронами зі своїх пресинаптичних закінчень великої кількості глутамату — збудливого нейромедіатора, який дуже поширений в ЦНС. Його стає дуже багато (нейроглія, яка його поглинає після виділення, також пошкоджена), а у великих кількостях він є токсичним. У випадку глутамату така токсичність називається екситотоксичністю: медіатор приєднується до NMDA- та AMPA-рецепторів та провокує вхід великої кількості кальцію, який своєю чергою активує велику кількість ферментів (фосфоліпаз, ендонуклеаз, протеїнкіназ та протеаз). Загалом екситотоксичність запускає ланцюг реакцій, які наведені нижче.
- Активовані ферменти пошкоджують клітинні структури, а також запускають пероксидне окислення з утворенням вільних радикалів, які ще більше пошкоджують клітину[20][23].
- Вільні радикали та надмір кальцію пошкоджують мітохондрії — «енергетичний» центр клітини. Залежно від інтенсивності ішемії (ядро інфаркту чи пенумбра), мітохондрії можуть ушкоджуватися повністю (веде до некрозу), або частково, коли через збільшену проникність з них виділяються проапоптичні фактори (наприклад, апоптоз-індукуючий фактор)[7][21][26].
- Екситотоксичність також провокує стрес ендоплазматичного ретикулума, який може проявлятися пригніченням синтезу білка чи синтезом стресових білків та білків неправильної будови. Наявність неправильних білків також провокує апоптоз.[21][27]
- Разом з кальцієм у клітину заходить велика кількість цинку, який своєю чергою потенціює утворення вільних радикалів та ушкодження мітохондрій, а також, незалежно від мітохондріальної дисфункції, запускає апоптоз[23][24].

Вище перелічені механізми належать до внутрішніх механізмів активації апоптозу. Окрім внутрішніх механізмів, апоптоз у зоні ішемії також провокується зовнішніми механізмами — стимуляцією рецепторів Fas, TNFαR, а в зоні ішемії ще й TLR2, TLR4 та NOTCH-1.
Кальцій потрапляє в клітину й іншим, незалежним від глутамату, шляхом — активацією протонактивованих іонних каналів (канали, які активуються при більш кислому середовищі). Кислим середовище в клітині стає через те, що при дефіциті кисню окислення глюкози закінчується анаеробним шляхом, при якому окрім двох молекул АТФ утворюється піруват. Глутамат також стимулює виділення кальцію, який у великих кількостях міститься в ендоплазматичному ретикулумі. Таким чином рівень кальцію у клітині зростає завдяки декільком механізмам.
На перебіг інсульту впливає ще один патофізіологічний механізм — запалення. Свого піка воно сягає на сьому добу. У місці ішемії відбувається підвищена експресія генів, які кодують NF-κB, TNF-α, IL-1β, IL-6, білки теплового шоку. Спочатку активується мікроглія, яка виконує роль імунної системи в головному мозку, а згодом в речовину мозку потрапляються чужорідні клітини — нейтрофіли, лімфоцити, моноцити та макрофаги. Останні є найчисленнішими клітинами на сьомий день інсульту. У мозок вони потрапляють завдяки підвищеній експресії генів, що кодують молекули міжклітинної адгезії (виробляються ендотелієм). Запалення має негативний вплив: імунні клітини виділяють вільні радикали, які ще сильніше пошкоджують і так пошкоджену тканину.

## Клінічні ознаки
При тромбозі розвиток захворювання поступовий, часто під час сну. Відмічається період передвісників у вигляді запаморочення, короткочасної слабкості та оніміння в кінцівках. Вогнищеві симптоми розвиваються зазвичай при збереженій свідомості. При інсульті в басейні середньої мозкової артерії спостерігається déviation conjuguée.
Емболія виникає при ендокардитах, миготливій аритмії. Вогнищеві симптоми з'являються швидко, часто з виникненням короткочасної втрати свідомості, іноді фокальні судомні напади.

## Діагностика
Пацієнт повинен бути невідкладно обстежений на місці (клінічна картина ТІА або іншого захворювання) або при надходженні в стаціонар. У стаціонарі обов'язкові такі діагностичні заходи:
- якщо симптоматика припускає наявність ішемії в зоні сонної артерії, проводиться ультразвукове дослідження (УЗД), КТ-ангіографія або магнітно-резонансна ангіографія (МРА);
- контроль серцевого ритму;
- при підозрі на кардіоемболію — ехокардіографія (ЕхоКГ).

Лабораторні аналізи:
- загальний аналіз крові;
- визначення рівня глюкози;
- визначення електролітів (натрій, калій, хлор, CO2);
- визначення швидкості осідання еритроцитів (ШОЕ).

Електрокардіографія (ЕКГ).
Візуалізація головного мозку і судин (Douglas, 2003; клас D):
- магнітно-резонансна томографія (МРТ)/МРА
- КТ/КТ-ангіографія
- КТ, УЗД сонної артерії при підозрі на її оклюзію.

## Лікування
Специфічна терапія гострого ішемічного інсульту включає:
- системний тромболізис шляхом внутрішньовенного введення рекомбінованого тканинного активатора плазміногену;
- антитромбоцитарну терапію ацетилсаліциловою кислотою;
- лікування набряку головного мозку та підвищеного внутрішньочерепного тиску з допомогою сорбілакту, манітолу або гіпертонічного розчину натрію хлориду (10 %);
- нейроендоваскулярні хірургічні втручання;[31]
- едаравон шляхом внутрішньовенної інфузії двічі на добу протягом двох тижнів[32][33]

Протипоказане введення нефракціонованого гепарину, гепарину низької молекулярної маси і гепариноїдів.
Не рекомендується для лікування пацієнтів в гострому періоді інсульту застосування лікарських засобів, використання яких може мати негативні наслідки або негативно вплинути на клінічний перебіг гострого періоду ішемічного інсульту, а саме:
- Розчинів глюкози.
- Діуретиків (осмотичних у вигляді розчинів та фуросеміду).
- Колоїдних розчинів для гемодилюції.
- Вазоактивних препаратів (препарати барвінку, пентоксифілін).
- Препаратів блокаторів кальцієвих каналів короткої дії для корекції системного АТ (ніфедипін) та корекції внутрішньомозкової гемодинаміки в гострому періоді ішемічного інсульту (німодипін).[31]

Не підтверджена в гострому періоді ішемічного інсульту клінічна ефективність призначення спазмолітиків, антиоксидантів, препаратів, які впливають на метаболізм (мілдронат), препаратів бурштинової кислоти, токоферолу, ноотропних засобів, глюкокортикоїдів, нейропротекторів.

## Прогноз
Визначається локалізацією і об'ємом інфаркту, виразністю набряку мозку, а також швидкістю і якістю медичного втручання, наявністю супутніх захворювань та/або розвитком ускладнень протягом інсульту (пневмонія, пролежні, уросепсис та ін.). У перші 30 днів помирає близько 15-25 % хворих. Смертність вище при атеротромботичному та кардіоемболічному інсультах, і становить лише 2 % при лакунарному.
Тяжкість і прогресування інсульту часто оцінюють, використовуючи стандартизовані вимірювачі, наприклад, шкалу інсульту Національного Інституту Здоров'я (NIH) [60].
Причина смерті в половині випадків — набряк мозку і викликана ним дислокація структур мозку, в інших випадках — супутні тяжкі ускладнення, як от пневмонія, серцеві захворювання, емболія легеневої артерії, ниркова недостатність або септицемія. Значна частина (40 %) летальних результатів виникає в перші дві доби захворювання і пов'язана з великими розмірами зони інфаркту та набряком мозку.
Ішемічний інсульт, за даними досліджень Британського інституту медицини, в 3 з 10 випадків у сукупності з атеросклерозом (особливо характерно для людей від 75 років) може паралізувати роботу легенів через недостатній кровообіг в них, що через 30-90 днів після перенесеного інсульту призведе до обструкції легенів, кашлю, гарячки та зрештою викличе пневмонію або розмноження бактерій. Внаслідок цього може пройти відмирання та/або роз'їдання легеневих тканин, і легені не зможуть більше виконувати свої функції, що призведе до смерті.
У перший місяць після ішемічного інсульту близько 60-70 % хворих, які вижили, мають значні інвалідизуючі неврологічні розлади. Через шість місяців після інсульту інвалідизуючі неврологічні розлади залишаються у 40 % хворих, які вижили, до кінця року — у 30 %. Чим більш значний неврологічний дефіцит спостерігається до кінця першого місяця після інсульту, тим менш імовірне повне відновлення.
Повторний ішемічний інсульт виникає приблизно у 30 % хворих протягом п'яти років після першого інсульту.
Стратегії лікування, спрямовані на модуляцію кишкової мікробіоти можуть мати потенціал, зокрема, для покращення функціонального прогнозу після інсульту.

## Реабілітація
Реабілітація після ішемічного інсульту має на меті допомогти постраждалим відновити втрачені здібності та досягти оптимального фізичного, когнітивного, емоційного, соціального та професійного потенціалу. Реабілітація — це мультидисциплінарний захід, який включає різноманітні методи лікування та втручання. (Див. також Нейрореабілітація, Нейропластичність)
Реабілітація після ішемічного інсульту — це багатовимірний процес, спрямований на надання допомоги постраждалим у відновленні втрачених функцій і найкращому розвитку фізичного, когнітивного, емоційного, соціального та професійного потенціалу.
Дослідження 2023 року показує, що пацієнти та клініцисти в реабілітаційних установах сприймають різні мотиваційні фактори як найважливіші, що означає необхідність для клініцистів враховувати індивідуальні переваги пацієнтів для оптимізації результатів реабілітації.

### Моделі реабілітаційного догляду після інсульту
Системи охорони здоров'я різних країн пропонують різні моделі процесу реабілітації після інсульту:
- Стаціонарна реабілітація: Забезпечує інтенсивну терапію в спеціалізованій реабілітаційній лікарні або відділенні.[43]
- Амбулаторна реабілітація: дозволяє пацієнтам жити вдома під час лікування в амбулаторних центрах.[44]
- Домашня реабілітація: передбачає отримання терапії вдома завдяки відвідуванням реабілітолога чи телереабілітації.[45][46]
- Реабілітація в громаді: забезпечує терапію через громадські та суспільні програми, зосереджуючись на переході до повсякденного життя.[47][48][49][50]

Успішна реабілітація після інсульту залежить від раннього початку, інтенсивності терапії та активної участі пацієнта та сім'ї. Вибране поєднання терапії та технологій залежатиме від тяжкості інсульту, ураженої частини мозку, загального стану здоров'я пацієнта та мотиваційного аспекту цілей його реабілітації.

### Традиційні методи відновлення
Традиційні методи відновлення базуються на здатності нервової системи до реорганізації та утворення нових зв'язків — нейропластичності — що може сприяти компенсації дефіцитів за рахунок реорганізації здорової нервової тканини, яка бере на себе функцію уражених ділянок, що були відповідальні за функціональні схеми, які відтворюються під час реабілітації. Посилення нейроплатичності тими чи іншими методами може сприяти пришвидшенню реабілітації після інсульту.
- Фізична терапія: допомагає покращити рухливість, координацію та рівновагу, зосереджуючись на вправах для розвитку сили та ходи, і відновлення порушених функціональних схем. До фізичної терапії також можна віднести терапію рухами, викликаними обмеженнями, що заохочує використання ураженої кінцівки шляхом утримання неураженої кінцівки, таким чином сприяючи відновленню функції. І дзеркальну терапію, що передбачає використання дзеркала для створення ілюзії відбиття ураженої кінцівки для покращення контролю над рухом.[52][53] Ефективність фізичної терапії може бути посилена методами фізіотерапії (зокрема, нейромодуляцією[54][55][56], див. нижче) та, ймовірно, деякими пацієнт-орієнтованими практиками альтернативної медицини[57][58], зокрема, такими як акупунктура[59], йога[60], медитація та релаксація м'язів.
- Ерготерапія: спрямована на відновлення дрібної моторики та когнітивних здібностей для повсякденної діяльності, надаючи стратегії та обладнання для сприяння незалежності.
- Логопедія та мовна терапія: вирішує проблеми зі спілкуванням (афазія) і ковтанням (дисфагія).
- Когнітивна та емоційна реабілітація: вирішує когнітивні дефіцити, такі як проблеми з пам'яттю, увагою та вирішенням проблем. Психологи також надають емоційну підтримку для лікування розладів настрою та для адаптації до життя після інсульту. (Див. також Когнітивістика, Психологія, Психологічна реабілітація)
- Телереабілітація: цифрові платформи дозволяють проводити терапію дистанційно, підвищуючи доступність реабілітаційних послуг і безперервність догляду.[46]

Важливо відзначити, що найкращі результати реабілітації після інсульту досягаються за допомогою персоналізованих планів лікування, які враховують індивідуальні потреби та недоліки, загальний стан здоров'я, спосіб життя та особисті цілі пацієнта. Ці плани зазвичай передбачають поєднання різних методів лікування, включаючи як традиційні методи, так і альтернативні та новітні технології (Див. також Інтегративна медицина). Сфера реабілітації після інсульту постійно розвивається і майбутні інновації в нейронауці, регенеративній медицині та біомедичній інженерії мають великі перспективи значно покращити ефективність та швидкість відновлення після ішемічного інсульту.

### Новітні методи відновлення
Ці методи відновлення на 2023 рік ще не увійшли в класичну практику клінічної нейрореабілітації, але вже використовуються в клінічній практиці і показують ефективність у відновленні після інсульту.
- Нейрокомп'ютерний інтерфейс (НКІ): НКІ забезпечують зв'язок між мозком і зовнішніми пристроями, допомагаючи відновити рух і функції. НКІ можуть полегшити реабілітацію, забезпечуючи зворотний зв'язок про нейронну активність, сприяючи адаптивній нейропластичності.[63][64][65][66][67][68]
- Нейропротезування: імплантовані пристрої можуть стимулювати пошкоджені ділянки мозку, сприяючи відновленню певних функцій. Такі пристрої, як реагуюча нейростимуляторна система (RNS), можуть регулювати свою активність на основі змін активності мозку в реальному часі.[69][70]

- Віртуальна (VR) та доповнена реальність (AR): забезпечують віртуальне чи доповнене реальне середовище для відпрацювання повторюваних рухів та показали багатообіцяючі результати в покращенні моторики, когнітивних функцій і функцій сприйняття.[71][72]
- Робототехніка та екзоскелети: робототехнічні пристрої можуть допомогти в повторюваних рухах, необхідних для повторного вивчення рухових навичок, зменшуючи втому терапевта та потенційно покращуючи результати, контролюючи й оптимізуючи рухи.[73][74] Роботизовані екзоскелети можуть підтримувати та покращувати рухи в уражених інсультом кінцівках, потенційно покращуючи рухове відновлення.[75][76][77][78][79]
- Нейромодуляція: такі методи, як транскраніальна магнітна стимуляція (TMS)[55] і транскраніальна стимуляція постійним струмом (tDCS, мікрополяризація)[56][80][81], можуть модулювати кортикальну збудливість, потенційно посилюючи ефекти реабілітаційної терапії.[54] Перспективним є поєднання цих методів з прогресивними методами нейровізуалізації.[82]

### Експериментальні методи відновлення
Дослідження та розробки продовжують досліджувати та розширювати межі реабілітації після інсульту, маючи захоплюючий потенціал у наступних сферах:
- Психопластогени: лікарські засоби, які індукують швидкий ріст і ремоделювання дендритів і синапсів, продемонстрували перспективність на експериментальних моделях для посилення нейропластичності, що може сприяти збільшенню ефективності реабілітаційної програми та пришвидшенню відновлення після інсульту[83][84][85][86] (Див. також Психоделічна терапія[51]). Крім того, реабілітація з допомогою психоделіків (які належать до групи психопластогенів) може покращити результати реабілітаційних практик через модуляцію нейрозапалення та нейрогенезу гіпокампа, на додачу до значного збільшення нейропластичності[87][88][89][90] мозку.[51]
- Генотерапія та редагування генома: можуть змінити гени, пов'язані з відновленням нервової системи, нейрогенезом та нейропластичністю, потенційно покращуючи результати реабілітації.[91][92][93]
- Наномедицина: наноматеріали та наночастинки можуть використовуватися для доставки ліків безпосередньо до пошкодженої нервової тканини або для локального сприяння росту та регенерації нервової системи, завдяки, зокрема, впливу на геном та інші -оми клітин.[92]
- Регенеративна медицина: досліджує методики відновлення нервової тканини. Багато преклінічних досліджень показують великі перспективи у відновленні функціональної нервової тканини, зокрема, після ішемічного інсульту.
  - Використання стовбурових клітин показало себе перспективним у відновлення після інсульту у преклінічних дослідженнях.[94][95] Поточні дослідження спрямовані на безпеку та ефективність мезенхімальних стовбурових клітин, нейронних стовбурових клітин та індукованих плюрипотентних стовбурових клітин (iPSC) у покращенні неврологічного відновлення.[96][97]
  - Інженерія нервової тканини як галузь тканинної інженерії є багатообіцяючим підходом до реабілітації після ішемічного інсульту з метою відновлення або регенерації пошкодженої нервової тканини. Це передбачає або клітинну терапію, коли стовбурові клітини або клітини-попередники трансплантують в місця ураження для їхньої подальшої диференціації в нервові клітини; або розробку каркасів з біоматеріалу, які забезпечують підтримку та середовище для росту клітин. Також досліджується комбінація цих методів, зокрема, клітинна терапія, керована біоматеріалом, яка включає посів стовбурових клітин на ці каркаси. Майбутні досягнення в області нанотехнологій і біофабрикації, включаючи 3D біодрук, можуть дозволити створювати складніші конструкції нервової тканини. Попри те, що на початок 2023 року це здебільшого експериментальні дослідження на тваринах, які загалом успішні[98][99][100], хоча дослідники стикаються з кількома проблемами, подальші дослідження інженерії нервової тканини можуть потенційно змінити нейрореабілітацію та відновлення після інсульту.[101][102][99][103] Наприклад, дослідження на мишах, опубліковане в травні 2023 року в npj Regenerative Medicine, що досліджувало використання мозкових органоїдів для відновлення функціональної нервової тканини в місці ураження після ішемічного інсульту, показало[100]:

«…Через кілька місяців ми виявили, що трансплантовані органоїди добре вижили в ураженому інфарктом ядрі, диференціювалися в цільові нейрони, відновлювали інфарктну тканину, посилали аксони до віддалених мішеней мозку та інтегрувалися в нейронний ланцюг господаря, тим самим усуваючи сенсомоторні дефекти поведінки мишей, які перенесли інсульт…»

## Профілактика повторних інсультів
За наявності стенозу сонної артерії у пацієнтів, які перенесли транзиторну ішемічну атаку або інсульт, для зниження ризику повторного інсульту може бути розглянута можливість виконання каротидної ендартеректомії або каротидного стентування.

### Книги
- Уніфікований клінічний протокол медичної допомоги
- Grotta, James C.; Albers, G.; Broderick, Joseph P. et al. (2022). Stroke: pathophysiology, diagnosis, and management (7th edition). Philadelphia, PA. ISBN 978-0-323-69424-7. (англ.)
- Норман Дойдж (2020). Самовідновлення мозку. — Наш формат, 416 с. ISBN 978-617-7866-03-8
- Michael Brainin, Wolf-Dieter Heiss. Textbook of Stroke Medicine. — Cambridge : Cambridge University Press, 2014. — 421 с. — ISBN 978-1107047495. (англ.)
- Bo Norrving. Oxford Textbook of Stroke and Cerebrovascular Disease. — Oxford : Oxford University Press, 2014. — 304 с. — ISBN 978-0199641208. (англ.)
- Louis Caplan. Caplan's Stroke: A Clinical Approach. — 4th. — Philadelphia : Saunders, 2009. — 688 с. — ISBN 978-1416047216. (англ.)
- James C. Grotta, Gregory W Albers, Joseph P Broderick, Scott E Kasner, Eng H Lo, A David Mendelow, Ralph L Sacco, Lawrence. Stroke: Pathophysiology, Diagnosis, and Management. — 6th. — Elsevier, 2015. — 1504 с. — ISBN 978-0323295444. (англ.)
- Julien Bogousslavsky, Louis R. Caplan. Stroke Syndromes. — 2nd. — Cambridge : Cambridge University Press, 2001. — 770 с. — ISBN 978-0521771429. (англ.)
- Corrigan, Mandy L.; Escuro, Arlene A.; Kirby, Donald (2013). Handbook of clinical nutrition and stroke. New York: Humana Press. ISBN 978-1-62703-380-0. (англ.)

### Журнали
- Stroke
- International Journal of Stroke
- Journal of Stroke and Cerebrovascular Diseases
- Topics in Stroke Rehabilitation
- Translational Stroke Research
- European Stroke Journal

### Статті
- Krzyspiak, Joanna; Khodakhah, Kamran; Hébert, Jean M. (2022-01). Potential Variables for Improved Reproducibility of Neuronal Cell Grafts at Stroke Sites. Cells (англ.) 11 (10). с. 1656. ISSN 2073-4409. doi:10.3390/cells11101656.